# Cacteae
Cacteae — триба рослин родини кактусових, мешкають здебільшого в Північній Америці, зокрема в Мексиці. Станом на серпень 2018, внутрішня класифікація родини Кактусові залишалася невизначеною і підлягалася змінам. 2010 року Найфелер й Еглі розробили класифікацію, що містить багато висновків із молекулярних досліджень.

## Роди
Класифікація кактусів постійно змінюється; наступний список родів є списком із робіт Найфелера та Еглі (2010).
- Acharagma
- Ariocarpus
- Astrophytum
- Aztekium
- Coryphantha
- Digitostigma
- Echinocactus
- Echinomastus
- Epithelantha
- Escobaria
- Ferocactus
- Geohintonia
- Leuchtenbergia
- Lophophora
- Mammillaria
- Mammilloydia
- Neolloydia
- Obregonia
- Ortegocactus
- Pediocactus
- Pelecyphora
- Sclerocactus
- Stenocactus
- Strombocactus
- Thelocactus
- Turbinicarpus

Типовим родом є Mammillaria.